# Liu Hui
Liu Hui (en chino tradicional, 劉徽; en chino simplificado, 刘徽; pinyin, Liú Huī) (225-295) fue un matemático chino que vivió en el reino Wei durante el período de los Tres Reinos. En el año 263 editó un libro que había sido compuesto en torno al inicio de nuestra era, conocido como Jiuzhang Suanshu o Los nueve capítulos del arte matemático, junto con comentarios enormemente importantes. Esta obra estaba llamada a ser uno de los libros chinos más famosos en el dominio de las matemáticas, el gran clásico sobre el que trabajaron las generaciones posteriores.

Diagrama de la desigualdad de Liu Hui para el número pi

En estos comentarios Liu presenta (entre otras cosas): una estimación del número π (capítulo 1) a 3,14159 obtenida con un algoritmo que aplica iteradamente, y la sugerencia de que 3,14 es una muy buena representación de esta constante (su estimación fue realizada de forma similar a Arquímedes, considerando un polígono de 192 lados); el resultado de que el área de un círculo es la mitad de su circunferencia multiplicado por la mitad del diámetro; la regla de doble falsa posición; análisis de sistemas de ecuaciones lineales simultáneas; y resultados sobre el área de figuras como el prisma, la pirámide, el tetraedro, el cilindro o el cono. No logró determinar el volumen de la esfera, pero escribió: "dejemos el problema a quienquiera pueda  descubrir la verdad".